# Omnis cellula e cellula
Omnis cellula e cellula лат.( изговор: омнис целула е целула) Свака ћелија од ћелије.

## Поријекло изреке
Није познато ко је измислио изреку (лат. Omnis cellula e cellula). Прихваћена је као новолатинска кованица током 17. и 18. вијека у биологији. Помиње се код Шлајдена и Швана који постављају основе ћелијске теорије по којој су сви организми грађени од ћелија и да су ћелије основне јединице живота на планети Земљи.Такође се помиње у формулацијама из 1858. г. у Ћелијској теорији њемачког научника Рудолфа Вирхова.

## Значење
Професор Клајн из дословног превода: «Свака ћелија од ћелије» нуди тумачење да све живо има свој зачетак.